# Das letzte Ufer
Das letzte Ufer ist ein US-amerikanisches Endzeitdrama aus dem Jahr 1959. Der Film basiert auf dem gleichnamigen Roman von Nevil Shute und wurde unter der Regie von Stanley Kramer gedreht. Die deutsche Dialogfassung entstand unter Mitarbeit von Erich Maria Remarque.

## Handlung
Nach einem globalen Atomkrieg ist die Atmosphäre der Erde radioaktiv verseucht, nur in Australien ist Leben für den Moment noch möglich. Dorthin steuert das amerikanische Atom-U-Boot 623 Sawfish unter Captain Dwight Towers direkt aus dem kontaminierten Kampfgebiet. Über den Verbindungsoffizier Peter Holmes lernt Towers Moira Davidson kennen und lieben.
Bei einer Zusammenkunft von Militär und Wissenschaftlern wird die Möglichkeit diskutiert, dass die Radioaktivität durch Regen oder Schnee aus der Atmosphäre herausgewaschen werden könnte und Australien so von der Strahlung verschont bliebe. Um diese Theorie zu überprüfen, wird die Sawfish nach Norden geschickt; sie soll auch den mysteriösen und sinnlosen Morsesignalen nachgehen, die aus der Gegend von San Diego empfangen werden.
Der mitreisende Atomwissenschaftler Julian Osborne entdeckt durch Messungen mit einem Geigerzähler, dass die Radioaktivität weiter steigt und es auch für Australien keine Hoffnung auf Überleben gibt. Bei einem Zwischenstopp in San Francisco sieht man zum ersten Mal das kontaminierte menschenleere amerikanische Festland, ein dort beheimateter Matrose entfernt sich unerlaubt von der Sawfish, um seine letzten Tage in vertrauter Umgebung zu verbringen. In San Diego findet Lt. Sunderstrom die Quelle des Morsesignals, eine Glasflasche hatte sich in einer Rolloschnur verfangen und wippte im Wind auf einer Morsetaste.
Zurück in Australien, verbringt Towers seine letzten Tage zusammen mit Moira, Julian Osborne erfüllt sich seinen Traum vom Rennfahrer und gewinnt ein Autorennen mit seinem restaurierten Ferrari-Sportwagen. Als das Ende naht und die ersten Menschen krank werden, gibt der Staat Suizid-Tabletten an die Bevölkerung aus. Es bilden sich lange Menschenschlangen vor den Ausgabestellen.
Osborne tötet sich mit den Abgasen seines Rennautos. Holmes vergiftet sich, seine Frau Mary und ihr Baby. Die Besatzung der Sawfish entscheidet sich für die Rückfahrt in die USA, um in der Heimat zu sterben. Towers fühlt sich aus Fürsorge in der Pflicht, seine Mannschaft auf ihrer letzten Fahrt nicht im Stich zu lassen, und fährt mit. Er verlässt Moira, die er liebt, und sticht in See.

## Hintergrund
- Das US-Verteidigungsministerium und die US Navy verwehrten dem Projekt ihre Mitarbeit. Man wich daher auf das nichtatomare britische U-Boot Andrew aus.
- Teile des Films wurden in Berwick aufgenommen, einem Vorort von Melbourne. Noch heute tragen einige der dortigen Straßen den Namen der damaligen Beteiligten, so z. B. die Gardner Street oder der Kramer Drive.
- Im Jahr 2000 drehte Russell Mulcahy das Remake USS Charleston – Die letzte Hoffnung der Menschheit, einen direkt für die Fernsehausstrahlung konzipierten Zweiteiler.
- Das als Titelmelodie fungierende und mehrfach im Film angespielte, bei der Angelszene auch gesungene Lied ist Waltzing Matilda, es gilt als Australiens bekanntestes Volkslied.
- Die im Film und Buch gezeigten Folgen von Kernwaffeneinsatz treffen nicht auf „übliche“ Kernwaffen zu, wohl jedoch auf so genannte salted bombs, bei welchen besonders radioaktiver Fallout keine unbeabsichtigte Nebenwirkung, sondern Ziel des Einsatzes ist.

## Uraufführungen
- USA: 17. Dezember 1959
- Deutschland: 17. Dezember 1959
- Österreich: im März 1960[1]

## Kritiken
„Das große Verdienst des Films ist, abgesehen von seinem Unterhaltungswert, die Tatsache, dass er die leidenschaftliche Überzeugung vermittelt, dass die Menschheit es wert ist, gerettet zu werden. Mr. Kramer und seine Assistenten haben den Kernpunkt überzeugend herausgearbeitet: Leben ist ein unersetzbarer Schatz, und man sollte alles daransetzen – solange es noch Zeit ist –, es vor der Vernichtung zu retten.“

„Die Schilderung eines möglichen Weltendes und des Verhaltens der letzten Menschen bleibt aber kraftlos und hinterläßt keine nachhaltige Wirkung. Statt überzeugender Kritik liefert der Film amerikanisches Starkino und die obligatorische Liebesgeschichte.“

## Auszeichnungen
Bei der Oscarverleihung 1960 war der Film in den Kategorien Bester Schnitt und Beste Musik nominiert. Ernest Gold gewann 1960 den Golden Globe für die beste Filmmusik. Ebenfalls 1960 erhielt der Film den United Nations Award der BAFTA Awards.